# Pteris heteroclita
Pteris heteroclita är en kantbräkenväxtart som beskrevs av Nicaise Augustin Desvaux. Pteris heteroclita ingår i släktet Pteris och familjen Pteridaceae. Inga underarter finns listade.